# 제64회 아카데미상
제64회 아카데미상은 1992년 3월 30일에 열린 시상식이다. LA 도로시 챈들러 파빌리온에서 개최되었으며 사회자는 빌리 크리스탈이다.

## 후보 및 수상

### 작품상
- 양들의 침묵 - 에드워드 색슨 수상
- 미녀와 야수 - Don Hahn
- 벅시 - 마크 존슨
- JFK - A. 키트먼 호
- 사랑과 추억 - 바브라 스트라이샌드

### 남우주연상
- 양들의 침묵 - 안소니 홉킨스 수상
- 벅시 - 워런 비티
- 케이프 피어 - 로버트 드 니로
- 피셔 킹 - 로빈 윌리엄스
- 사랑과 추억 - 닉 놀테

### 여우주연상
- 양들의 침묵 - 조디 포스터 수상
- 용사들을 위하여 - 베티 미들러
- 넝쿨 장미 - 로라 던
- 델마와 루이스 - 지나 데이비스
- 델마와 루이스 - 수잔 서랜든

### 남우조연상
- 굿바이 뉴욕 굿모닝 내 사랑 - 잭 팰런스 수상
- 바톤 핑크 - 마이클 러너
- 벅시 - 하비 케이틀
- 벅시 - 벤 킹슬리
- JFK - 토미 리 존스

### 여우조연상
- 피셔 킹 - 메르세데스 룰 수상
- 케이프 피어 - 줄리엣 루이스
- 프라이드 그린 토마토 - 제시카 탠디
- 사랑과 추억 - 케이트 넬리건
- 넝쿨 장미 - 다이안 래드

### 감독상
- 양들의 침묵 - 조나단 드미 수상
- 보이즈 앤 후드 - 존 싱글톤
- 벅시 - 배리 레빈슨
- JFK - 올리버 스톤
- 델마와 루이스 - 리들리 스콧

### 각본상
- 델마와 루이스 - 칼리 코우리 수상

### 각색상
- 양들의 침묵 - 테드 털리 수상

### 촬영상
- JFK - 로버트 리처드슨 수상

### 편집상
- JFK - 조 헛슁 수상

### 미술상
- 벅시 - 데니스 가스너 수상

### 의상상
- 벅시 - 알버트 울스키 수상

### 분장상
- 터미네이터 2 - 심판의 날 - 스탠 윈스톤 수상

### 음악상
- 미녀와 야수 - 앨런 멘켄 수상

### 주제가상
- 미녀와 야수 - 앨런 멘켄 수상

### 음향편집상
- 터미네이터 2 - 심판의 날 - 게리 라이스트롬 수상

### 음향믹싱상
- 터미네이터 2 - 심판의 날 - Tom Johnson 수상

### 시각효과상
- 터미네이터 2 - 심판의 날 - 데니스 머렌 수상

### 외국어영화상
- 지중해 - 가브리엘 살바토레 수상

### 단편애니메이션상
- Manipulation - Daniel Greaves 수상

### 단편영화상
- Session Man - 세스 윈스톤 수상

### 장편다큐멘터리상
- In the Shadow of the Stars - Allie Light 수상

### 단편다큐멘터리상
- Deadly Deception: General Electric, Nuclear Weapons and Our Environment - Debra Chasnoff 수상

### 공로상
- 사티야지트 레이 수상

### 어빙 탤버그 상
- 조지 루카스 수상

### 고든 소이어 상
- Ray Harryhausen 수상
- 표창메달Pete Comandini 수상
- Richard Dayton 수상
- Joseph Westheimer 수상

## 같이 보기
- 제12회 골든 래즈베리상
- 제45회 영국 아카데미 영화상
- 제49회 골든 글로브상